# Fehér éjszaka

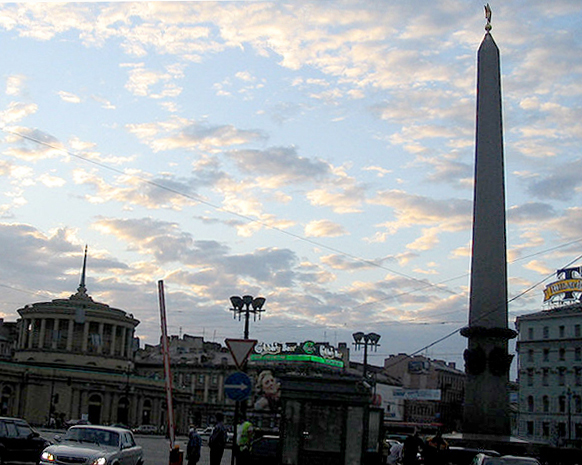
A szentpétervári Felkelés tere 2006. június 28-án éjjel 11-kor

Az északi félgömbön a nyári (júniusi) napforduló előtti és utáni néhány hét alatt a napnyugták igen késői, a napkelték pedig igen korai órákra esnek az északi vidékeken. A magasabb, 60. szélességi fok felett a Nap sehol sem süllyed 6°-nál mélyebben a látóhatár alá (polgári szürkület), ezért a nappali világosság nem oszlik el egészen, így ez idő alatt még éjszaka sem teljes a sötétség; ezeket a világos éjjeleket nevezzük fehér éjszakáknak.

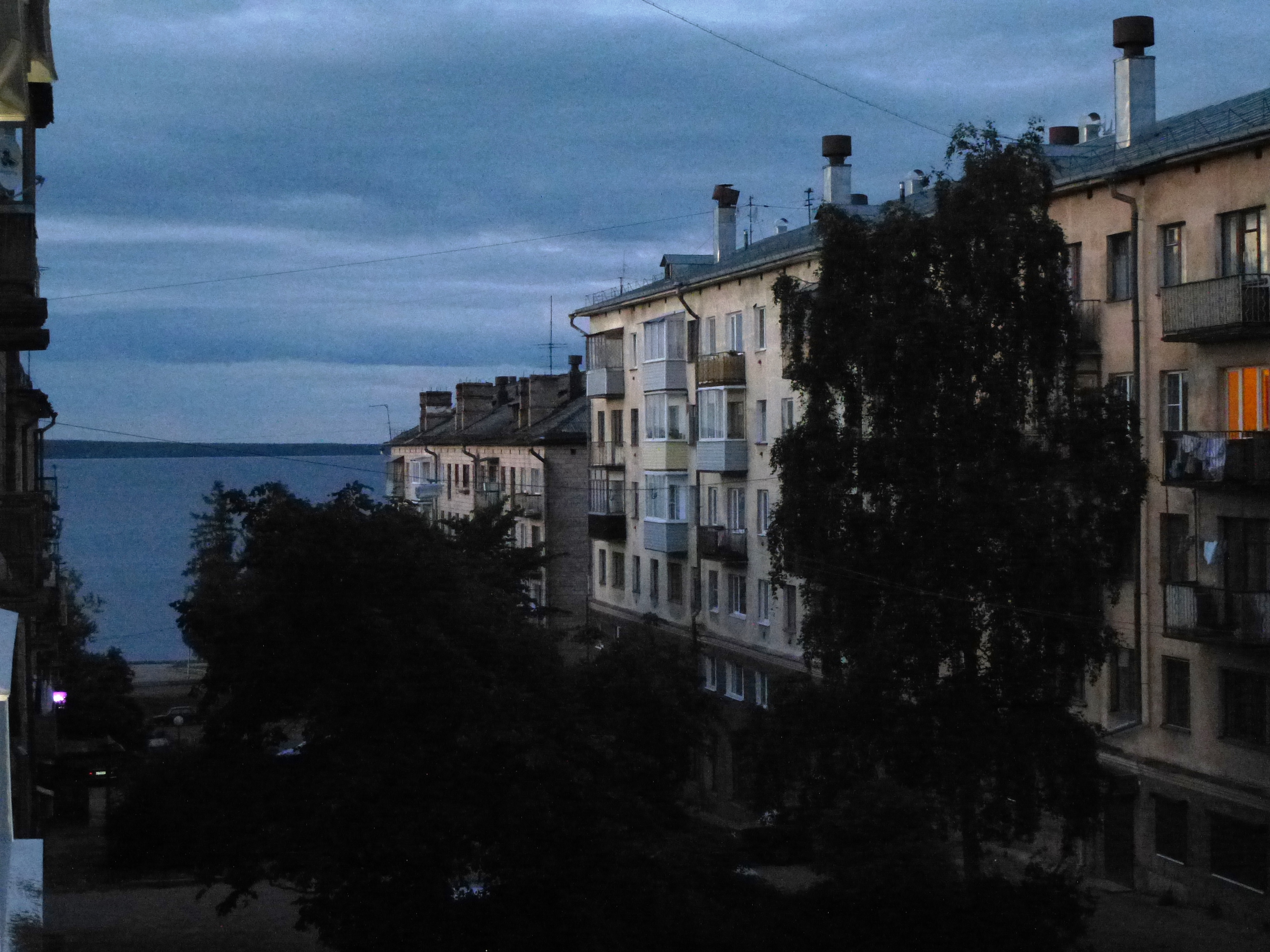
Petrozavodszk, 00:11, június 18-án

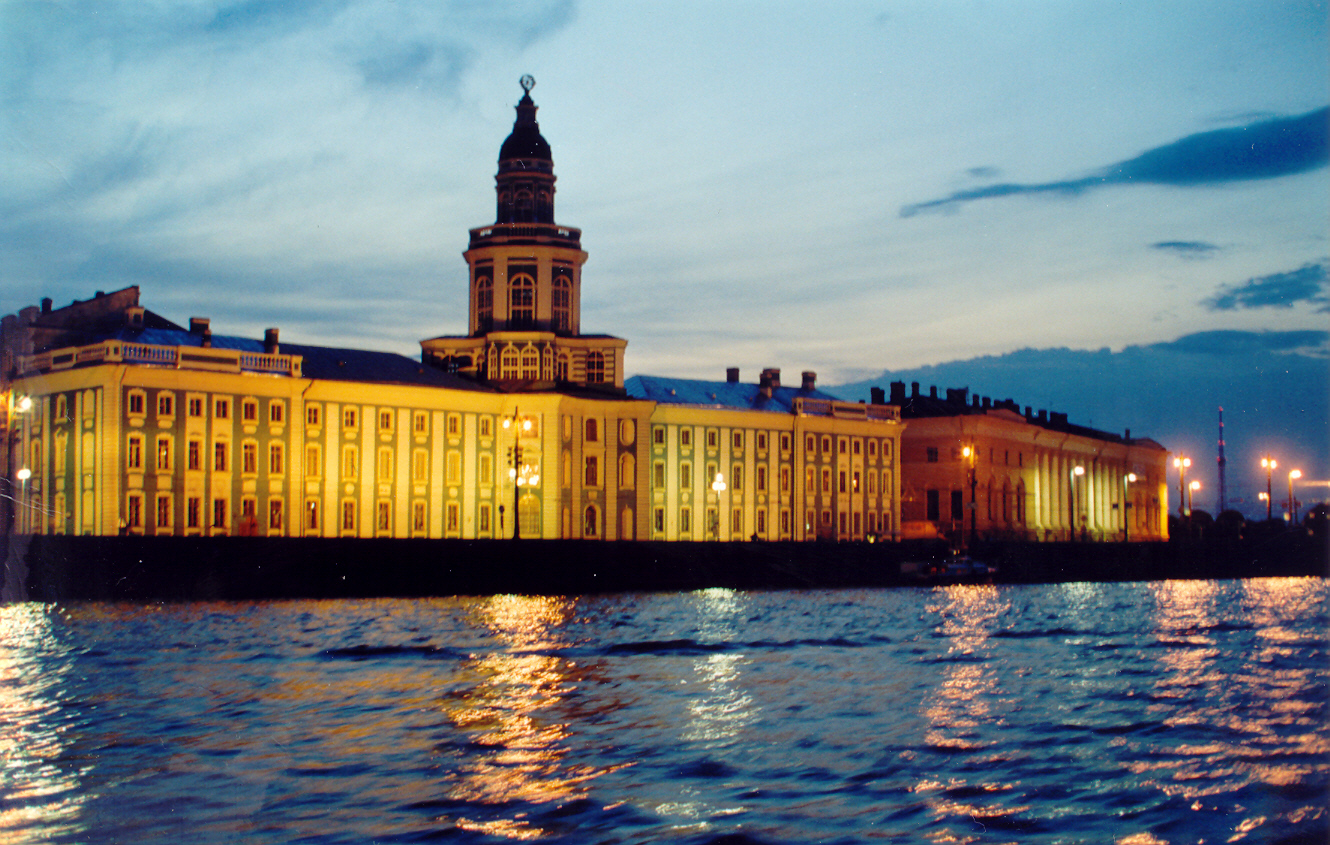
Az Egyetem part Szentpétervárott

Számos északi országban megünneplik az év legrövidebb éjszakáját, ez a Szent Iván éjszakája. Az oroszországi Szentpétervárott rendezett Fehér éjszakák fesztiválja híres a látványos tűzijátékokról és az iskolaév végét ünneplő rendezvényekről.
Ugyanígy a déli félgömbön is létezik ez a jelenség a 60. szélességi fok felett, csak éppen a decemberi napforduló idején (azonban ezen a területen csak az Antarktisz és kisebb szigetek vannak, amelyek többnyire lakatlanok, így kulturális hagyománya sincs.) A jelenség a fénytörés miatt a sarkköröknél kisebb szélességen is megfigyelhető. A téli napforduló környékén poláris éjszakák vannak, amikor a Nap nappal is a horizont alatt marad. 
Más bolygókon is megfigyelhető a jelenség (pl. Mars), csak más szélességi körön,  attól függően, hogy mekkora a bolygó tengelyferdesége.

## Földrajz
A jelenséget megtapasztaló országok és autonóm területek: Kanada (Yukon, Nunavut, Északnyugati területek); Amerikai Egyesült Államok (Alaszka); Grönland, Izland, Norvégia, Svédország és Oroszország. Az északi sarkkörtől legészakabbra levő város az Oroszországban található Murmanszk, ahol a fehér éjszaka május 22-től július 22-ig, azaz összesen 62 napon át látható. Finnország területének negyede az északi sarkkörtől északra terül el, és az ország legészakibb pontján a Nap 72 napig nem nyugszik le.
Európa legészakibb lakott pontján, a Spitzbergákon április 19-től augusztus 23-áig nem nyugszik le a Nap. A legszélsőségesebb eset a sarkoké, ahol a Nap fél évig nem nyugszik le. Ez az Északi-sarkon körülbelül március 23-ától szeptember 24-éig, a Déli-sarkon körülbelül szeptember 20-ától március 23.-áig tapasztalható.

### Közelség a sarkkörhöz

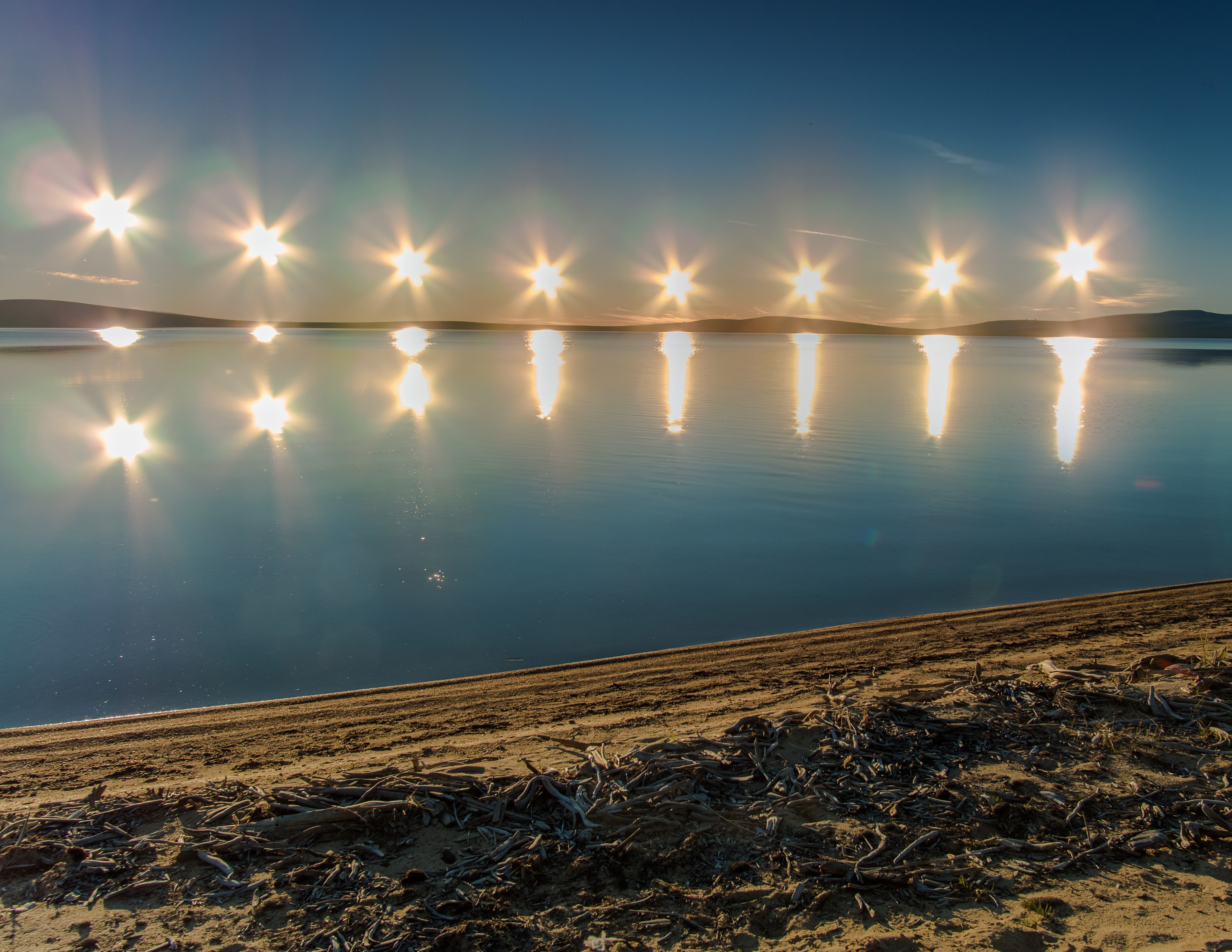
Az éjféli nap többszörös expozíciója az Ozsogino tavon az oroszországi Jakutföldön

A légköri fénytörés és amiatt, hogy a Nap korongnak látszódik egy pont helyett, a helyi viszonyoktól függően fehér éjszakák tapasztalhatók az északi sarkkörtől délre, illetve a déli sarkkörtől északra, de legfeljebb egy foknyira. Például Izlandon vannak fehér éjszakák, habár a fő sziget a sarkkörtől délre fekszik, és csak Grímsey szigetét szeli át. Ugyanezért a pólusokon a nappal hosszabb, mint 6 hónap. Az Egyesült Királyság legészakibb része is szürkületet lát még a nyári napfordulón is, a Szentpétervárral megegyező szélességen.
Azok a területek, amelyek elég közel vannak a sarkokhoz, például Alert településen Nunavutban, olyan időszakokat látnak, amikor a Nap nem nyugszik le teljesen, de nem is kel fel teljesen. Így nappal polgári, éjszaka pedig csillagászati szürkület van.

### Időszakok
Éjféli polgári szürkületet tapasztalnak azok a területek, ahol a Nap kevesebb, mint 6 (vagy 7) fokkal marad a horizont alatt, azaz a 60° 34’ (vagy 59° 34’) szélesség és a sarkkör között. Ez derült időben elegendő fényt biztosít a kinti tevékenységekhez, akár még olvasni is lehet. Ez szintén a nyári napforduló környékére esik. A Nap színének megváltozása nélkül tapasztalható éjféli nap legkisebb szélessége 72°34′.
| Hónap                                  | A fehér éjszakát tapasztaló legkisebb szélesség | Az éjféli napot tapasztaló legkisebb szélesség | A 100% sötétséget tapasztaló legnagyobb szélesség |
| -------------------------------------- | ----------------------------------------------- | ---------------------------------------------- | ------------------------------------------------- |
| Január                                 | 59º 50' S                                       | 66º 00' S                                      | 48º 50' S                                         |
| Február                                | 64º 47' S                                       | 70º 57' S                                      | 53º 47' S                                         |
| Március (a nap-éj egyenlőség előtt)    | 74º 26' S                                       | 80º 36' S                                      | 63º 26' S                                         |
| Március (a nap-éj egyenlőség után)     | 78º 45' N                                       | 84º 55' N                                      | 67º 45' N                                         |
| Április                                | 68º 09' N                                       | 74º 19' N                                      | 57º 09' N                                         |
| Május                                  | 61º 03' N                                       | 67º 13' N                                      | 50º 03' N                                         |
| Június                                 | 59º 34' N                                       | 65º 44' N                                      | 48º 34' N                                         |
| Július                                 | 59º 50' N                                       | 66º 00' N                                      | 48º 50' N                                         |
| Augusztus                              | 64º 47' N                                       | 70º 57' N                                      | 53º 47' N                                         |
| Szeptember (a nap-éj egyenlőség előtt) | 74º 26' N                                       | 80º 36' N                                      | 63º 26' N                                         |
| Szeptember (a nap-éj egyenlőség után)  | 78º 45' S                                       | 84º 55' S                                      | 67º 45' S                                         |
| Október                                | 68º 19' S                                       | 74º 19' S                                      | 57º 09' S                                         |
| November                               | 61º 03' S                                       | 67º 13' S                                      | 50º 03' S                                         |
| December                               | 59º 34' S                                       | 65º 44' S                                      | 48º 34' S                                         |

A Fehér Éjszakák egy szentpétervári fesztivál, melyet minden évben június utolsó 10 napján tartanak. A város június 11-étől július 1-jéig tapasztalja a jelenséget. Az alaszkai Fairbanksben hasonló jelenséggel bír, ahol 1916 óta Midnight Sun Game néven baseballversenyt rendeznek június 21-én.

## Kifejtés

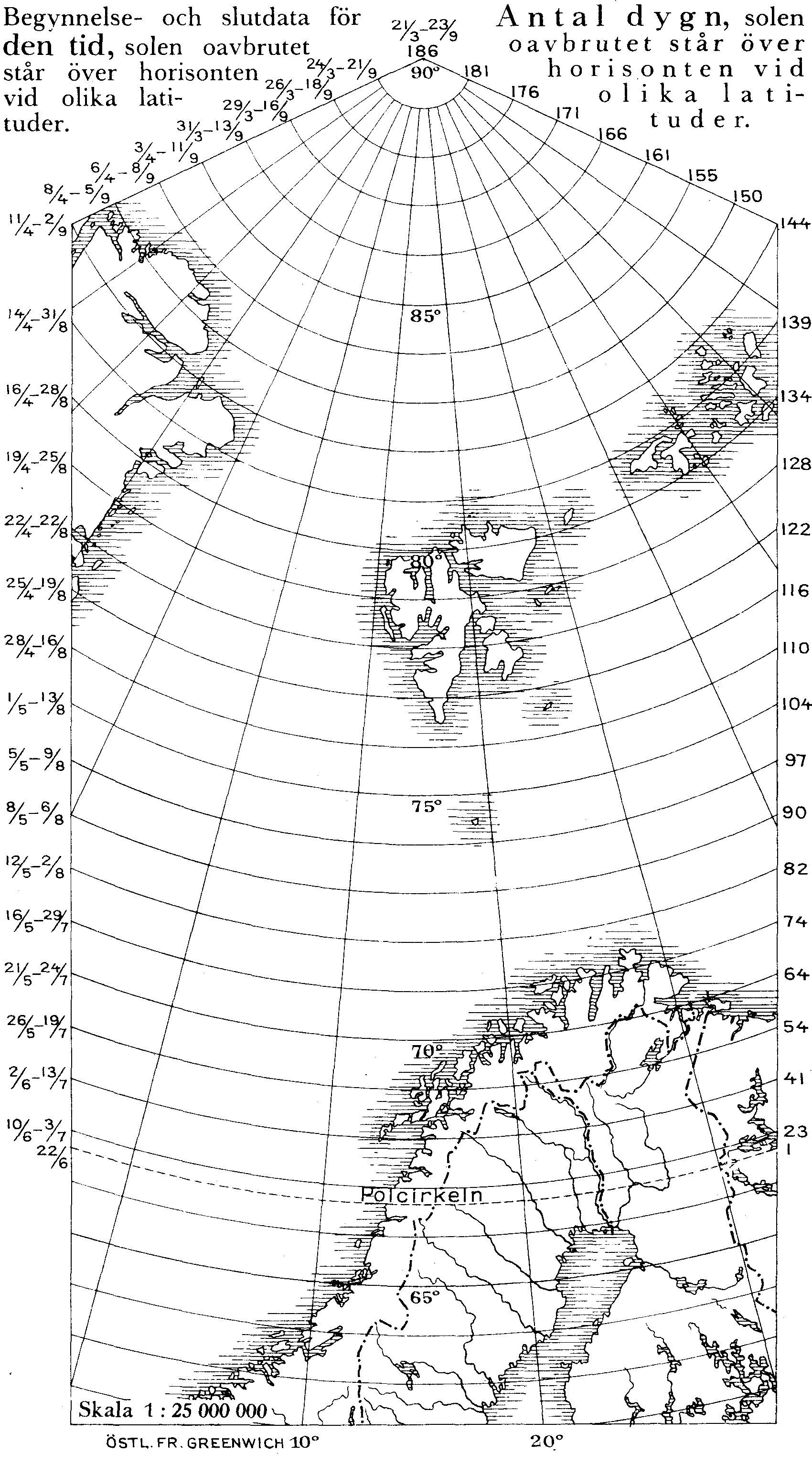
Térkép a fehér éjszakák számával és időszakával különböző szélességeken. Az időszakokat így kell olvasni: nap/hónap

A Föld számottevő tengelyferdesége (23 fok, 26 perc, 21,41196 másodperc) miatt a magas szélességeken a Nap nem nyugszik le a nyári napforduló környékén. A sarkköröktől mindössze 100 km-nyire a jelenség hetekig, a sarkokon hat hónapig tart. A sarkokon a Nap a nap-éj egyenlőségek idején kel és nyugszik. A Nap hat hónapot tölt a horizont fölött; ezalatt – a Földről nézve – spirálalakban halad felfelé, majd a nyári napforduló után lefelé, mielőtt még az őszi nap-éj egyenlőség idején a horizont alá bukna. A fénytörés miatt a felkelés látszólag megelőzi a tavaszi nap-éj egyenlőséget, és nyugta látszólag követi az őszi nap-éj egyenlőséget.

## Időzónák és nyári időszámítás
Az éjféli napot előidézhetik az időzónák és a nyári időszámítás is. Például az alaszkai Fairbanksben a nyári napfordulón a Nap 12:47 a.m-kor nyugszik, aminek az az oka, hogy ilyenkor a helyi idő 1 óra 51 perccel az idealizált időzóna előtt jár. Az alaszkai zónaidőhöz a különbség 51 perc, de a nyári időszámítás ehhez még egy órát hozzáad. Fairbanks a 147,72 nyugati hosszúságon fekszik, ami megfelel az UTC−9 időzóna + 51 percnek; a téli időszámítás idején UTC−9-et használ. Ez azt jelenti, hogy a Nap délután 12:51-kor delel, a szoláris éjfél pedig hajnali 01:51-kor van.
Ha pontos időpontot akarunk meghatározni a fehér éjszakával kapcsolatban, akkor figyelembe kell venni a megfigyelő földrajzi hosszúságát, a helyi időszámítást, és az időegyenletet. Az a pillanat, amikor a Nap a legjobban megközelíti a horizontot, egybeesik azzal, amikor áthalad a megfigyelőtől északra, ami általában éjfélkor történik. Greenwichtől keletre minden fok 4 perccel korábbra helyezi ezt a pillanatot, mint ahogy az óra az éjfélt mutatja, míg az ideális zónák szerinti UTC zónaidő ezt 1 órával korábbra hozza. Ezt a két hatást összegezni kell. Ebből még az időegyenletet is le kell vonni: az időegyenlet pozitív értékei azt mutatják, hogy a Nap megelőzi a saját átlagos pozícióját, ezért a kivonás.
Például Norvégiában az Északi-fokon június 21/22 éjszakáján a 25,9-es keleti fok miatt 103,2 perccel megelőzi az óraidőt; de a helyi idő a nyári időszámítás miatt 120 perccel a GMT előtt jár, ami 120 perccel későbbre teszi. Figyelembe kell venni az időegyenletet is, ami az adott napon –2.0 perc. Így a Nap a legalacsonyabb magasságát éjfél után 120 – 103,2 + 2,0 perckor éri el; ami a közép-európai nyári idő szerint 00,19. A többi közeli napon az egyetlen különbség az időegyenlet, így egy időszakra ez egy megfelelő becslés. A Nap magassága az 5 foktól 45 perccel előtte és utána legfeljebb fél fokkal különbözik. 
Habár a Föld pályája megközelítőleg kör alakú, azonban keringése során néha közelebb kerül a Naphoz. Norvégia északi része az arktiszi régióban közelebb kerül a Naphoz, és a nappal hossza megnő, a Nap nem nyugszik le. Ebben az időszakban Hammerfestben az éjszaka elmarad.

## Időtartama

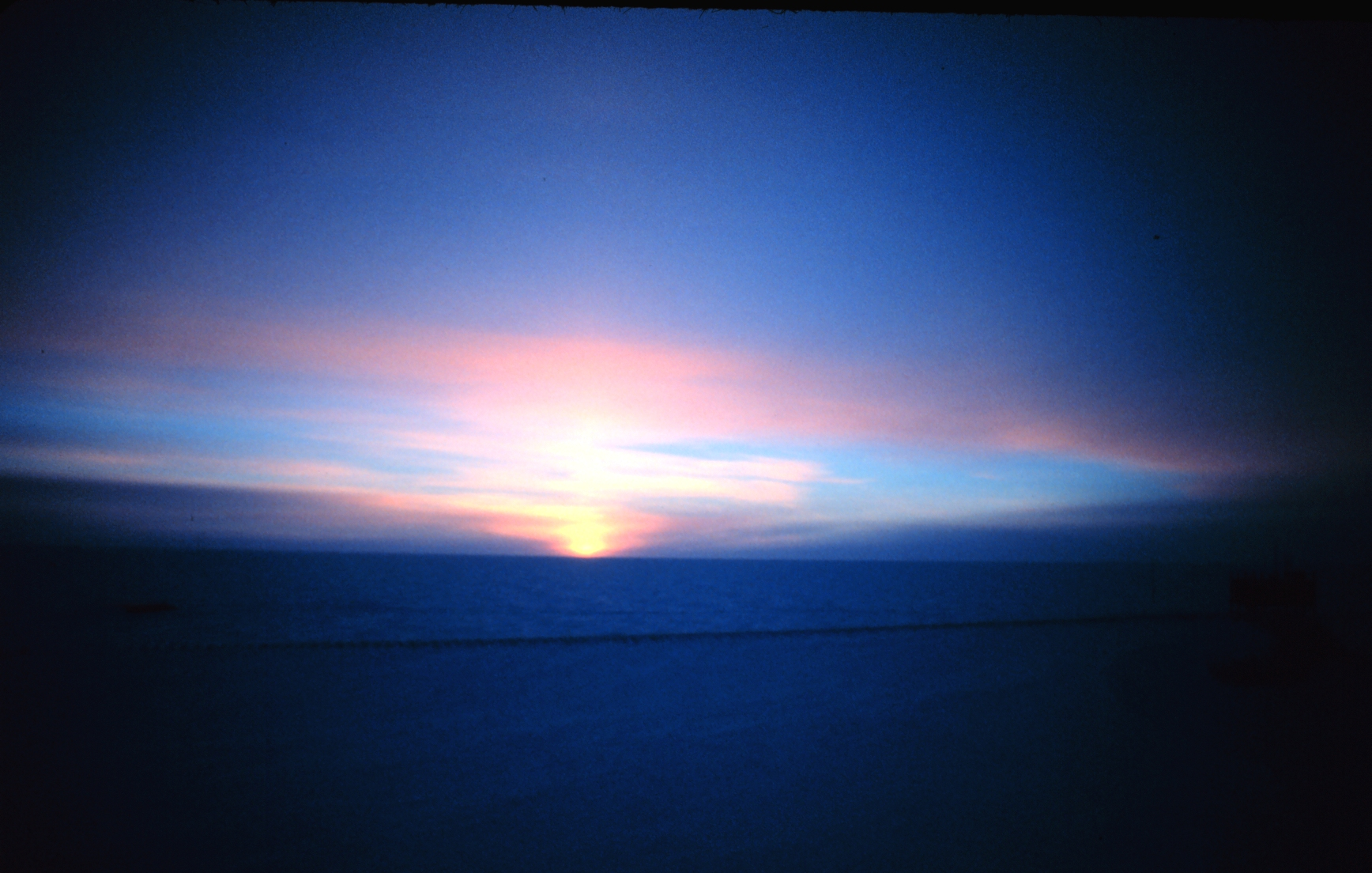
A pólusokon a Nap a nap-éj egyenlőség környékén kel fel és nyugszik. Ezeken a napokon csak a horizontot járja körbe. Ez különíti el a féléves poláris nappalt és poláris éjszakát. A fénykép a Déli sarkon készült a márciusi napnyugta előtti pillanatban. A Nap már a horizont alatt nyugszik, de még látható a fénytörés miatt

A lehetséges fehér éjszakák száma a pólusokhoz közeledve nő. Habár a sarkkörök határozzák meg, fehér éjszakák lehetségesek 90 kilométerre a sarkkörökön kívül. A pontos szélesség a topográfiától függ, és évről évre változhat.
Ha nem vesszük figyelembe a fénytörést, akkor a sarkkörökön az évi egyetlen fehér éjszakáján a Nap félig nyugszik le. A napkorong egy része június 12-től július 1-jéig tart. Ez az időszak északabbra egyre hosszabb: a norvégiai Nordkinn-fokon, a kontinentális Európa legészakibb pontján fehér éjszakák tapasztalhatók május 14-től július 29-éig. A Spitzbergákon ez az időszak április 20-tól augusztus 22-ig tart.

## Sarkok
A poláris nappal és éjszaka hossza a sarkokon eltérő, mivel a Föld perihelionban van január elején, és aphelionban július elején. Az északi féltekén hosszabb ideig tartanak a poláris nappalok, mint a poláris éjszakák: például Alaszkában Utqiagvikban 84 napig tart a poláris nappal, és 68 napig a poláris éjszaka. A déli féltekén a helyzet fordított: a poláris éjszaka hosszabb, mint a poláris nappal. 
Magasabb helyeken a fehér éjszakák hosszabb ideig tapasztalható, a horizont lehajlása miatt.

## Fordítás
Ez a szócikk részben vagy egészben  a   Midnight sun című angol Wikipédia-szócikk fordításán alapul.  Az eredeti cikk szerkesztőit annak laptörténete sorolja fel. Ez a jelzés csupán a megfogalmazás eredetét és a szerzői jogokat jelzi, nem szolgál a cikkben szereplő információk forrásmegjelöléseként.